# Tandawa
Tandawa – jeden z rodzajów hinduistycznych tańców przypisywanych Śiwie.

## Podział
Tradycja tamilska rozróznia następujące rodzaje tańca tandawa:
1. kalikatandawa
2. gauritandawa
3. sandhjatandawa
4. sanharatandawa
5. tripuratandawa
6. urdhwatandawa
7. anandatandawa

## Ananda Marga
W praktyce Ananda marga jogi jest to bardzo energiczny taniec, sięgający czasów Śiwy i kosmicznego tancerza Nataradża. Nazwa „tandawa” wywodzi się z tamilskiego słowa „tandu”, które oznacza „skakać”. Taniec ten wykonywać powinni jedynie mężczyźni, ponieważ powoduje on wydzielanie się testosteronu. Wykonuje się go, aby wzmocnić ciało oraz pozbyć się wszelkich lęków, nawet strachu przed śmiercią – zatem taniec ten także ma swą ideację. Tancerz rozpoczyna z rozpostartymi ramionami. Lewa dłoń jest otwarta, prawa zaciśnięta w pięść. Wyobraża sobie, że w lewej ręce trzyma węża – symbol śmierci, a w prawej nóż – symbol walki ze strachem. taniec zaczyna się od energicznego podskoku i lądowania z ugiętymi kolanami. Następują kolejne podskoki w których na przemian podnosi się lewą i prawą nogę. Taniec kończy się wysokim podskokiem.